# Vicente Mortes
Vicente Mortes Alfonso (Paterna, Valencia, 8 de septiembre de 1921 - Pamplona, 22 de mayo de 1991) fue un político español, ministro de la Vivienda durante la dictadura de Franco, entre 1969 y 1973, que sucedió a José María Martínez Sánchez-Arjona en el cargo. Era miembro del Opus Dei y tuvo un pasado falangista.

## Biografía
Era hijo de Vicente Mortes Lerma, albañil y de Carmen Alfonso Martí, de una familia de agricultores. Se habían casado en Paterna, Valencia y vivían en la calle Mayor del pueblo. Pasa la infancia en su pueblo natal. Estudia en las escuelas del pueblo, donde sobresale por su mente despierta. Al no poder hacer frente su padre a la hipoteca de la casa, por la mala situación económica familiar después de la crisis del 29, se trasladan a Valencia a casa de un tío suyo, hermano de su padre. 

### Guerra Civil y posguerra
En 1936 una enfermedad de Vicente lleva a la familia, aconsejada por los médicos, a trasladarse a Navajas, para el tratamiento de Vicente. Allí les sorprende la Guerra Civil.
En 1937 su padre es hecho preso por su práctica religiosa, y Vicente y su madre atraviesan serias dificultades económicas. En 1938 un tío de Vicente al pasar por Navajas, descubre que, a pesar de su edad,  por su complexión puede ser llamado a filas y se lo lleva a su casa en Valencia, y le da un trabajo como escribiente en un despacho. 
Poco tiempo después, la madre pudo ir a Valencia porque al padre le habían trasladado a Castellón para juzgarlo. Después de que lo condenaron a muerte, el padre de Vicente se encontró en la calle, fruto del desorden que existía en la administración de la justicia. Durante el resto de la guerra, alimenta su deseo de estudiar Ingeniería de Caminos. 
Al terminar la contienda, marchan a Valencia. Allí entrará en contacto, a través de un amigo, con Eladio España, rector del colegio San Juan de Ribera, con quien comienza a tener dirección espiritual. Este, al saber el deseo de Vicente de estudiar en Madrid, le habla de su amigo sacerdote Josemaría Escrivá de Balaguer, fundador del Opus Dei, que ha puesto en marcha una residencia - la academia DYA- que en ese momento tiene su sede en la calle Jenner. Allí se traslada en octubre de ese año 39, para comenzar los estudios de Ingeniería de Caminos. Acude a la academia Iribas donde entre otros, recibe clases de Julián Marías. Con frecuencia acude a la Santa Misa a la Iglesia de San Fermín de los Navarros.
En 1943 las necesidades de espacio para un número creciente de residentes llevan a Josemaría Escrivá a trasladar la residencia a unos hoteles en La Moncloa, en lo que luego sería el Colegio Mayor Moncloa. Y allí se trasladara Vicente. Seis años vivirá Vicente en este centro del que llegará a ser Decano.  
El curso 43-44 consigue el ingreso en la Escuela de Ingenieros de Caminos. En la carrera recibe clases, entre otros, de José Manuel Entrecanales y Clemente Sáenz Ridruejo. Coinciden en su promoción algunas personas que ocuparán cargos políticos en el futuro, como José María López de Letona y Francisco Lozano Vicente, también futuros ministros del régimen de Franco. Acaba la carrera en junio de 1949, obteniendo el número 2 de su promoción. Realiza unas prácticas en Bélgica, a través de la empresa Sociedad Ibérica de Construcciones y Obras Públicas (SICOP), hasta junio de 1950. De allí pasa a Holanda y vuelve a Bruselas, haciendo diversos trabajos relacionados con su profesión. Se diplomó en Alta Dirección de Empresas en el IESE, Universidad de Navarra Vuelve a Valencia, donde pide la admisión en el Opus Dei al poco de llegar a la ciudad. 
Conoce a Conchita Roure, hija de un empresario del metal, y se casa el 15 de abril de 1952 en la Iglesia de Nuestra Señora de Begoña, del Puerto de Sagunto.

### Inicio de la carrera política
En el cambio de gobierno de 1957, José Luis Arrese se hace cargo del recién creado ministerio de la Vivienda. Tras 5 años en Sicob, a través de un amigo común entre ambos, Fernando Monet, le proponen ser director general de la vivienda, puesto que acepta.  
En 1957 acaeció la gran riada que afectó a la ciudad de Valencia. Vicente tuvo un papel protagonista en las primeras decisiones de emergencia y fue él quien marchó a Barcelona a comunicar al jefe del Estado, allí entonces, la situación. Fue encargado de dar alojamiento improvisado a las personas que, en gran número, habían perdido sus hogares. 
En pocos meses, se levantaban 1.500 viviendas en las barriadas de la Virgen de la Fuensanta, junto al Camino de las Tres Cruces; grupo Virgen del Carmen, en el Cabañal; grupo Virgen de la Paloma, en Torrente; grupo Virgen de la Merced, en Paterna, que acogieron a los que habían perdido sus hogares. Vicente formó parte de la Comisión Técnica encargada de buscar la solución definitiva a las riadas del Turia. Se barajaron las soluciones Norte y Sur. La Sur -desvío del río Turia- fue la que al final pareció más conveniente porque incluía la construcción de un embalse en Villamarchante para eliminar las posibles avenidas y una remodelación de los accesos a Valencia por carretera y ferrocarril.
Tras año y medio en la dirección general, dimite por diferencias con el ministro, José Luis Arrese y vuelve a SICOP, donde rechaza algún ofrecimiento del ministro de la Gobernación, Camilo Alonso Vega, que le propone ser gobernador de Sevilla y luego de Barcelona, lo que Vicente rechaza.
Al poco tiempo Jorge Vigón, ministro de Obras Públicas, le ofrece la dirección general de carreteras, puesto que acepta, y regresa a la política, el 1 de febrero de 1960, donde ejercerá diversos cargos durante trece años. De la Dirección General de Carreteras pasará en 1963 a la Subsecretaría de Obras Públicas, a la Comisaría Adjunta del Plan de Desarrollo, al Ministerio de la Vivienda y, en junio de 1973, definitivamente abandona la política.
Durante su estancia en Obras Públicas, la red de carreteras españolas mejoró extraordinariamente.En 1964 la Federación Internacional de Carreteras le entrega el premio al Hombre del Año. Como subsecretario de Obras Públicas impulsó la modernización técnica del ministerio, contando con personas de otros países que estaban a la vanguardia de la técnica. 
En 1965 el general Vigón cesa al frente del Ministerio de Obras Públicas, y le sustituye Federico Silva Muñoz. Vicente dimite en su puesto. Al poco tiempo es nombrado por Laureano López Rodó comisario adjunto al Plan de Desarrollo. Tarea que desempeña hasta 1969.
También participa en la formación del príncipe Juan Carlos, explicándole diversas cuestiones técnicas relacionadas con las infraestructuras, la vivienda y las obras públicas. Le acompaña en diversas visitas por España. 

### Ministro de la Vivienda
El 29 de octubre de 1969, a raíz del caso Matesa, Franco constituye un nuevo Gobierno, en el que ocupa la cartera de Vivienda Vicente Mortes, sustituyendo a José María Martínez Sánchez-Arjona. Durante este periodo, hechos significativos son la construcción de miles de viviendas para atender la demanda del crecimiento de la población (más de 300.000 cada año hasta 1975), la aprobación del Decreto-Ley de Actuaciones Urbanísticas Urgentes, la Reforma de la Ley del Suelo, la puesta al día de los planes de las áreas metropolitanas de Barcelona y Madrid. Durante su época como ministro, promueve la creación de la ciudad satélite de Tres Cantos y el Teatro-Museo Dalí en la ciudad de Figueras (Gerona), lo que le lleva a la amistad con el pintor. Interviene también en la creación de la Universidad Politécnica de Valencia (en sus inicios, Instituto Politécnico) y será presidente de su Patronato desde 1969 hasta 1983.

### Últimos años
Es relevado de su cargo de ministro al ser nombrado Carrero Blanco jefe del gobierno en 1973. Decide entonces dejar la política y volver a la empresa privada. Al poco tiempo se incorpora a Nestlé España como presidente, y después también como miembro del consejo mundial de la firma. Durante estos años y hasta su muerte, es también consejero de varias firmas españolas -como Unión Eléctrica Fenosa- y extranjeras, entre las que destaca la Compagnie Internationale des Wagons-Lits, con sede en Bruselas. También el ministro de Hacienda, Rafael Cabello de Alba, le nombra consejero de la Caja de Ahorros y Monte de Piedad de Madrid, cargo que desempeñaba de manera gratuita. 
Fallece en Pamplona el 22 de mayo de 1991, a los 69 años de edad.

## Colaboración con diversas instituciones y reconocimientos
Recibe diversas condecoraciones por su trabajo: la de Oro al Mérito Turístico, la gran cruz de Primera Clase de la Orden de la Beneficencia, la gran cruz de la Orden del Mérito Civil, la gran cruz de la Orden del Mérito Militar, la del Mérito Aeronáutico, la del Mérito Agrícola, la gran cruz de la Orden de Alfonso X el Sabio, la gran cruz de la Orden Imperial del Yugo y las Flechas, la gran cruz de la Orden de Cisneros, la gran cruz de la Orden de Isabel la Católica, y la gran cruz de la Orden de Carlos III. Y también recibió la gran cruz de la Orden de Mayo (Argentina), de la Orden del Río Branco (Brasil), y la gran cruz de la Legión de Honor francesa.

## Vida privada
Estuvo casado con Concepción Roure Linhoff.

## Epónimos
En Paterna, su localidad natal, hay una avenida que lleva su nombre. También hubo un colegio que lo llevó.[cita requerida]

## Condecoraciones
- Gran Cruz de la Orden de Isabel la Católica (1964).[7]
- Gran Cruz de la Orden Imperial del Yugo y las Flechas (1967).[8]
- Gran Cruz de la Orden del Mérito Aeronáutico, con distintivo blanco (1968).[9]
- Gran Cruz de la Orden Civil del Mérito Agrícola (1969).[10]
- Gran Cruz de la Real y Muy Distinguida Orden de Carlos III (1973).[11]